# ベンチャースカウト
ベンチャースカウト（英: Venturer Scout）は、スカウト運動における部門のひとつ。単にベンチャーとも。主としてイギリス連邦の国で導入されている、おおよそ14歳から20歳までの青年のためのプログラムである。

## オーストラリア
ボーイスカウトオーストリア連盟におけるベンチャースカウト部門（ベンチャースと呼ばれる）は14歳5か月から17歳5か月の少年を対象としている。このプログラムは柔軟であるが、ふつう強烈な野外活動の趣をもつ。ベンチャースカウトの最高位はクイーンズスカウト章である。ベンチャースカウトは団あるいは地区に属するベンチャースカウト隊に所属する。ベンチャースカウト部門では3年ごとに「ベンチャー」を開催する。この1週間半のキャンプ中、ベンチャースカウトたちはマウンテンバイク、セーリング、洞くつ探検などの活動に参加する。次の「ベンチャー」は2015年に南オーストラリアで開催される。

## カナダ
ベンチャースは14歳から18歳の男女である。ベンチャーのモットーは「挑戦（Challenge）」。
ベンチャー隊は通常隊長、副長、会計で構成され、隊の規模と必要に応じて備品係が置かれる。
野外活動としてはラフティング、カヌー、カヤック、登山、キャンプなどが行われる。ベンチャー隊のリーダーシップはアドバイザーと呼ばれる若い指導者がとる。ベンチャー隊は職域ベンチャー隊として組織することもできる。職域ベンチャー隊員はスカウティングのプログラムとともにキャリア形成にかかわる奉仕や訓練に参加する。最も一般的な職域ベンチャー隊は消防ベンチャー隊、警察ベンチャー隊、医療ベンチャー隊である。医療ベンチャー隊（MedVents）は青年応急処置を学ぶプログラムである。
ベンチャーはリーダーシップ、マネジメントスキルの育成と青年間の友情、キャリア形成と野外技能の訓練を目的としている。

## 日本
日本におけるベンチャースカウトは15歳から18歳を対象としたプログラムであり、自己開発と市民性の涵養、野外活動に焦点が置かれている。

## マルタ
マルタにおけるベンチャースカウトは14歳から18歳を対象とする。プログラムには探検アワード、オリンポスアワード、ドルフィンアワードと大統領アワード（エディンバラ公賞）が含まれる。

## 英国
1967年にベンチャースカウトはローバースカウトとシニアースカウトの両部門に取って代る形で創設された。 1976年に、イギリス連盟として初めて女性加盟員を受け入れた部門であった。対象年齢は15歳5か月から20歳。ベンチャースカウト部門はエクスプローラースカウト部門に取って代られ、2003年にはそれもスカウトネットワークに取って代れられた。
ベンチャースカウトは野外活動と地域社会への奉仕を促進する活動的なプログラムであった。ベンチャースカウト章とクイーンズスカウト章の二つの章が存在した。後者は今なお最高位章として現存している。ベンチャースカウトは指導者と同じ制服を着用するが、茶色のタイか隊・団・地区のスカーフを使用した。ベンチャースカウトは1980年代に最盛期を迎えた。1990年代に入って、対象年代の若者が教育上の理由から学校にいる時間が増えたために急速に衰退した。 

## アメリカ合衆国
ベンチャーリングは14歳から20歳の男女のためのプログラムである。13歳で8年生を修了した者も入隊することができる 。ベンチャーリングとエクスプローリング、ラーニング・フォア・ライフの三部門はボーイスカウトアメリカ連盟における男女教養プログラムである。